# Union (Missouri)
Union és una població dels Estats Units a l'estat de Missouri. Segons el cens del 2000 tenia 7.757 habitants.

## Demografia
Segons el cens del 2000, Union tenia 7.757 habitants, 2.940 habitatges, i 2.002 famílies. La densitat de població era de 370,7 habitants per km².
Dels 2.940 habitatges en un 35,7% hi vivien nens de menys de 18 anys, en un 52,7% hi vivien parelles casades, en un 11,5% dones solteres, i en un 31,9% no eren unitats familiars. En el 26,8% dels habitatges hi vivien persones soles l'11,1% de les quals corresponia a persones de 65 anys o més que vivien soles. El nombre mitjà de persones vivint en cada habitatge era de 2,56 i el nombre mitjà de persones que vivien en cada família era de 3,1.
Per edats la població es repartia de la següent manera: un 27,6% tenia menys de 18 anys, un 9,3% entre 18 i 24, un 31% entre 25 i 44, un 19,1% de 45 a 60 i un 13% 65 anys o més.
L'edat mediana era de 34 anys. Per cada 100 dones de 18 o més anys hi havia 91 homes.
La renda mediana per habitatge era de 39.596 $ i la renda mediana per família de 44.474 $. Els homes tenien una renda mediana de 31.852 $ mentre que les dones 22.924 $. La renda per capita de la població era de 16.885 $. Entorn del 4,2% de les famílies i el 7,2% de la població estaven per davall del llindar de pobresa.

## Poblacions més properes
El següent diagrama mostra les poblacions més properes.